# Down by the Seaside
"Down by the Seaside" é uma canção da banda britânica de rock Led Zeppelin lançada no álbum Physical Graffiti, de 1975. É uma música de country rock composta pela dupla Jimmy Page e Robert Plant.

## Visão geral
A canção foi originalmente escrita como uma música acústica por Jimmy Page e Robert Plant em Bron-Yr-Aur, a casa de campo no País de Gales, onde eles foram depois de suas turnês de 1970 na América do Norte. Foi então gravada em 1971 como um arranjo elétrico e planejada para ser lançada no quarto álbum, mas foi suspensa e eventualmente vinculada a Physical Graffiti para completar o álbum duplo.
O título pode ser uma referência à música de Neil Young "Down by the River", e a inflexão um tanto nasal nos vocais de Plant podem ser uma homenagem à voz distinta do cantor canadense. A música alterna entre seções suaves e hard-rock e mudanças de tempo, com as seções mais claras empregando um efeito tremolo na guitarra, ou possivelmente executando-a por meio de um alto-falante Leslie, para dar uma sensação de estar "falando debaixo d'água". John Paul Jones toca um piano elétrico "Electra-Piano" da Hohner nesta faixa. "Down by the Seaside" nunca foi apresentado ao vivo nos shows do Led Zeppelin.
Plant posteriormente gravou "Down by the Seaside" como um dueto com Tori Amos para o álbum de tributo ao Led Zeppelin Encomium, de 1995.

## Créditos
- Jimmy Page – guitarra
- John Bonham – bateria
- John Paul Jones – baixo elétrico, piano elétrico
- Robert Plant – vocais